# Jelena Petrowna Skuin
Jelena Petrowna Skuin (russisch Еле́на Петро́вна Скуи́нь, * 2. April 1908 in Jekaterinodar, Russisches Kaiserreich; † 12. Februar 1986 in Leningrad, Sowjetunion), verheiratet Jelena Petrowna Skuin-Solujanowa, war eine sowjetisch-lettische Malerin, Grafikerin und Kunstlehrerin. Sie war eine Vertreterin des Sozialistischen Realismus, Mitglied der Sankt Petersburger Künstlervereinigung und wird zur Leningrader Schule der Malerei gezählt. Sei war vor allem für ihre Stillleben bekannt.

## Leben
Jelena Skuin wurde 1908 in eine Lehrerfamilie geboren, die ursprünglich aus Riga kam und sich im Kuban-Gebiet niedergelassen hatte. Nach der allgemeinen Schule besuchte sie von 1926 bis 1930 die Lehrerschule in Kuban. Von 1930 bis 1931 unterrichtete sie in Krasnodar das Zeichnen.
1931 begab sich Skuin nach Leningrad, wo sie als Künstlerin arbeitete und ein Studium am Institut für höhere Bildung für Künstler aufnahm. 1936 studierte sie im dritten Kurs für Malerei an der Russischen Kunstakademie bei Semjon Abugow, Genrich Pawlowski, Dmitri Mitrochin und Rudolf Frentz. Skuin machte 1939 ihren Abschluss an der Russischen Kunstakademie in Alexander Osmerkins privatem Studio. Ihre Abschlussarbeit aus dem Gebiet der Genremalerei trug den Titel „Die Lektion des Kreises, ein Studium der Marine-Wissenschaft“.
Im Oktober 1939 wurde Skuin als Mitglied der Sankt Petersburger Künstlervereinigung zugelassen und bekam den Mitgliedsausweis mit der Nummer 285. Von 1940 bis 1941 arbeitete sie als Assistentin im Studio ihres vormaligen Professors Frentz an der Kunstakademie.
Nach Beginn des Deutsch-Sowjetischen Krieges wurden Skuin und ihre Tochter nach Kasachstan evakuiert, wo Skuin an einem Theater arbeitete und Ausstellungen von Künstlern aus der Region des Kusnezker Beckens organisierte.
1944 kehrte sie nach Leningrad zurück. Sie begann als Lehrerin zu arbeiten, zunächst in der an der nach Ilja Repin benannten Abteilung für Malerei am Leningrader Institut für Malerei, Bildhauerei und Architektur, danach im Bereich für Malerei im Wera-Ignatjewna-Muchina-Institut. Zur selben Zeit arbeitete sie vermehrt kreativ und nahm an den meisten Ausstellungen Leningrader Künstler teil. Zu ihren Arbeiten gehören Werke aus dem Bereich der Genremalerei, Porträts, Stillleben und Landschaften. Sie erschuf Ölgemälde, Aquarelle und Kohlezeichnungen.
1951 hörte Skuin auf zu unterrichten und fing an, unter Vertrag für LenIzo (eine kommerzielle Künstlervereinigung Leningrads) zu malen. Während dieser Zeit entwickelten sich die Stillleben zu ihrem führenden Motiv, was auch durch ihre Werke in den Frühjahrsausstellungen der Leningrader Künstler 1954 und 1955 und den Herbstausstellungen 1956 und 1958 belegt wird.
1960 unternahm Skuin Reisen auf der Suche nach Inspiration für ihre Kunst, bei denen sie auch in ihre Heimatregion Kuban zurückkehrte. Daraus gingen zahlreiche Skizzen, aber auch fertige Kunstwerke hervor, unter anderem „Tabak von Kuban“, „Im Gartenbau“ (beide 1962), „Tabak“, „Garten Stillleben“ (beide 1964) und weitere. Nach ihren Reisen bemerkt man in ihren Werken Farbflecken als Leitmotiv, die den Charakter der Kompositionen unterstreichen. Zu ihrem Stil gehören helle, satte Farben, ausgewählte Farbbeziehungen, breite Pinselstriche und eine dekorative und optimistische Ausstrahlung.
In den 1970er-Jahren arbeitete Skuin häufig mit Wasserfarben. Sie eignete sich eine Vielzahl verschiedener Techniken für den Umgang mit ihnen an und erschuf dadurch lebendige und einprägsame Bilder, nahe der objektiven Welt, vorbei an seinen ästhetischen Wert und Wärme spendend für Dinge, die die alltägliche Umgebung ausmachen.
Einzelausstellungen fanden in Leningrad (1978) und in St. Petersburg (2005) statt.
Jelena Petrowna Skuin starb 1986 in Leningrad. Ihre Bilder sind im Russischen Museum und in Kunstmuseen ausgestellt sowie teilweise in privaten Kollektionen in Russland, in den USA, Japan, Deutschland, England, Frankreich und der ganzen Welt zu finden.